# Pycreus diaphanus
Pycreus diaphanus är en halvgräsart som först beskrevs av Heinrich Adolph Schrader, Johann Jakob Roemer och Schult., och fick sitt nu gällande namn av Sheila Spenser Hooper och Tetsuo Michael Koyama. Pycreus diaphanus ingår i släktet Pycreus och familjen halvgräs. Inga underarter finns listade i Catalogue of Life.